# Figuralmusik
Figuralmusik (latin:musica figuralis), var en beteckning på flerstämmig musik under medeltiden och renässansen. Musiken bestod av självständiga kontrapunktiska stämmor till skillnad från den gregorianska enstämmiga sången (musica plana).